# Ксенія Фукс
Ксенія Фукс (нар. 1988, Донецьк) — українська письменниця, поетеса, художниця, журналістка, громадська діячка. Лауреатка літературного конкурсу «Смолоскип-2018», фіналістка премії «Книга року BBC-2019».

## Життєпис
Народилася у місті Донецьку, у якому й закінчила середню школу із золотою медаллю. У шкільні роки була відзначена міською радою як одна з найкращих учениць міста[джерело?]. У 2005—2009 роках вивчала англійську філологію у Донецькому національному університеті імені Василя Стуса, отримувала президентську стипендію, керувала факультетською газетою, писала замітки до університетської газети, брала активну участь у студентському самоврядуванні[джерело?]. У цей час стала членкинею міжнародної організації AIESEC у локальному комітеті Донецька. З українською делегацією їздила на міжнародні конференції до Туреччини (Стамбул) та Німеччини (Карлсруе). У 2008 році отримує стипендію на мовні курси DAAD та переїжджає до Німеччини. У 2009 році закінчує з червоним дипломом навчання в ДонНУ та вступає до Штутгартського Університету Медіа, який закінчує у 2013 році. 
Тривалий час мешкала в Штутгарті, нині (стан: серпень 2022) мешкає в Берліні.
Авторка статей про психологічні проблеми для журналу «Український тиждень».

## Громадська діяльність
З 2014 року активно займається волонтерством. Їздить в зону АТО, робить документальні фотографії, допомагає армії. Світлини експонувалися на фотовиставках, які відбулися у Штутгарті та Івано-Франківську.
У 2016 році співзасновує перший німецько-український періодичний глянцевий журнал Gelblau та українську громадську організацію «Українське Ательє Культури та Спорту» (Ukrainisches Atelier für Kultur und Sport e.V.) з метою популяризації української культури в Німеччині.

## Мистецька діяльність
У 2018 і 2019 роках брала участь у «Ночі світла та мистецтва» (Kunst und Lichternacht) 2018 та 2019 у німецькому місті Донауворт.

## Літературна творчість
Авторка трьох книжок психологічної прози:
- «По той бік сонця. Історія однієї самотності» (Темпора, 2019),
- «12 сезонів жінки» (Видавництво 21, 2020),
  - «12 Jahreszeiten einer Frau». übersetzt von Jakob Martin Walosczyk. Passau: Schenk Verlag, 2024, ISBN 978-3-949045-25-7,
- «12 годин чоловіка» (Видавництво 21, 2022).

## Нагороди і відзнаки
- лауреатка літературного конкурсу «Смолоскип-2018» за роман «По той бік сонця»[5]
- фіналістка «Книга року BBC-2019» за роман «По той бік сонця»[6]

## Інтерв'ю
- Радіо Свобода: «Ідея народилася з досвіду, який я, на жаль, отримала»: Ксенія Фукс та її роман про вихід з депресії [Архівовано 27 лютого 2020 у Wayback Machine.]
- Читомо: Ксенія Фукс: Ставлення до автора в Україні та Німеччині — це небо і земля [Архівовано 14 лютого 2020 у Wayback Machine.]
- Svoi.City: Ксенія Фукс із Донецька написала книгу про те, як у клініці лікувалась від депресії. Що було далі
- Глуzд: Виписати, щоб вижити: закордонна історія української письменниці [Архівовано 19 січня 2021 у Wayback Machine.]
- Anchor.fm: Після кінця світу. (Без)культурний подкаст з Остапом Микитюком — Ксенія Фукс [Архівовано 12 червня 2020 у Wayback Machine.]
- «Маніфест, присвячений сучасній жінці»: Ксенія Фукс — про «12 сезонів жінки» [Архівовано 22 червня 2020 у Wayback Machine.]

## Рецензії
- Тексти: Тетяна Трофименко. Оптимістично про хворобу: книжки особистого досвіду «Найважливіше — наприкінці», «Я, Ніна», «По той бік сонця» та «Не вагітна»
- Хвиля Десни: Галина Новосад. ІСТОРІЯ САМОТНОСТІ ВІД КСЕНІЇ ФУКС
- Львівська газета «Ратуша»: Світлана Павлишин. Депресія: війна проти себе [Архівовано 25 жовтня 2019 у Wayback Machine.]
- Читай.ua: Оксана Пелюшенко. Ксенія Фукс «По той бік сонця» [Архівовано 5 грудня 2020 у Wayback Machine.]
- ЛітАкцент: Тетяна Трофименко. Мандрівка на інший бік: рецензія на книжку Ксенії Фукс «По той бік сонця» [Архівовано 8 серпня 2020 у Wayback Machine.]
- Lb.ua: Ганна Улюра. Хто ці люди? П'ять українських романів, написаних не про тебе [Архівовано 12 червня 2020 у Wayback Machine.]
- Тетяна Трофименко. Поговоримо про жінок: «8000 миль самотності» Оксани Шаварської та «12 сезонів жінки» Ксенії Фукс [Архівовано 16 червня 2020 у Wayback Machine.]

## Відео
- Видавництво «Темпора»: Виписати, щоб вижити: Ксенія Фукс про книжку «По той бік сонця»
- UA: Харків: 05.03.20. Твій ранок. Роман «По той бік сонця. Історія однієї самотності». Ксенія Фукс
- Буктрейлер до книжки Ксенії Фукс «По Той Бік Сонця» [Архівовано 24 вересня 2019 у Wayback Machine.]
- Ксенія Фукс читає уривок із роману «12 сезонів жінки»